# Alegeri parlamentare în Republica Moldova, 2010

Alegerile parlamentare anticipate pentru Parlamentul Republicii Moldova au avut loc pe data de 28 noiembrie 2010, după ce alegerile indirecte ale președintelui de către legislativ au eșuat în noiembrie 2009.

## Reguli electorale
Au fost puse în joc toate cele 101 de locuri din legislativul Republicii Moldova. Distribuirea mandatelor s-a făcut în sistem proporțional, pe liste, toate raioanele țării constituind o singură circumscripție, în care pragul electoral a fost de 4% pentru listele de partid și de 2% pentru candidații independenți.
Pentru formarea guvernului, un partid sau o alianță au avut nevoie să obțină 51 de mandate (50%+1), iar pentru alegerea președintelui țării, 61 de mandate (60%+1).

## Participanți
La alegeri au participat 20 de partide politice și 19 candidați independenți (Leonid Volneanschi (candidat independent), s-a retras din competiția electorală):
- Partidul Național Liberal (PNL)
- Partidul Democrat din Moldova (PDM)
- Partidul Liberal (PL)
- Partidul “Moldova Unită — Единая Молдова” (PMUEM)
- Partidul Popular Creștin Democrat (PPCD)
- Mișcarea “Acțiunea Europeană” (MAE)
- Partidul “Patrioții Moldovei” (PPM)
- Partidul “Pentru Neam și Țară” (PpNȚ)
- Partidul Republican din Moldova (PRM
- Alianța “Moldova Noastră” (AMN)
- Partidul Umanist din Moldova (PUM)
- Partidul Comuniștilor din Republica Moldova (PCRM)
- Partidul Liberal Democrat din Moldova (PLDM)
- Valeriu Pleșca (candidat independent)
- Partidul Conservator (PC)
- Gabriel Stati (candidat independent)
- Partidul Popular Republican (PPR)
- Mișcarea social-politică “Ravnopravie” (MR)
- Partidul Social Democrat (PSD)
- Victor Stepaniuc (candidat independent)
- Mișcarea social-politică a Romilor din Republica Moldova (MRRM)
- Evghenii Nazarenco (candidat independent)
- Gheorghe Russu (candidat independent)
- Partidul Muncii (PM)
- Maia Laguta (candidat independent)
- Partidul Ecologist “Alianța Verde” din Moldova (PEMAVE)
- Tatiana Țîmbalist (candidat independent)
- Romeo Cereteu (candidat independent)
- Afanasie Bîrladeanu (candidat independent)
- Oleg Bolotnicov (candidat independent)
- Oleg Cazac (candidat independent)
- Vitalie Țaulean (candidat independent)
- Elena Burghilă-Leonte (candidat independent)
- Valentina Cușnir (candidat independent)
- Alexandru Demian (candidat independent)
- Sergiu Iachim (candidat independent)
- Natalia Axenova (candidat independent)
- Vasile Lupașcu (candidat independent)
- Sergiu Banari (candidat independent)

## Sondaje
| Data                    | Instituție    | Partid | Partid | Partid | Partid | Partid |
| Data                    | Instituție    | PCRM   | PLDM   | PDM    | PL     | AMN    |
| ----------------------- | ------------- | ------ | ------ | ------ | ------ | ------ |
| 15 aprilie - 3 mai 2010 | IMAS          | 28%    | 16.5%  | 8.6%   | 4.9%   | -      |
| 4 noiembrie 2010        | CBS-AXA       | 39%    | 21%    | 19%    | 13%    | 2%     |
| 12 noiembrie 2010       | Vox Populi    | 35,3%  | 19,8%  | 12,5%  | 11%    | 6,5%   |
| 16 noiembrie 2010       | BPO           | 37,2%  | 31,1%  | 14,4%  | 12,5%  | 0,8%   |
| 18 noiembrie 2010       | AVA.MD        | 54,3%  | 22,6%  | 9,7%   | 8,6%   | 1%     |
| 19 noiembrie 2010       | CBS-AXA       | 35%    | 28%    | 18%    | 12%    | 2%     |
| 22 noiembrie 2010       | Vox Populi-II | 32,1%  | 22,1%  | 12,1%  | 10,9%  | 7%     |

## Exit-poll
Exit-poll-urile în timpul alegerilor au fost efectuate numai de două companii. Postul de televiziune Publika TV a prezentat în seara zilei de 28 noiembrie exit-poll-ul realizat de "Institutul Român pentru Evaluare și Strategie" (IRES).  Prime TV a prezentat rezultatele unui exit-poll efectuat de către experții Centrului de Investigații Sociologice și Marketing CBS Axa, fiind implicați 300 de persoane. IRES și-a desfășurat sondajul pe un eșantion de 253 secții de votare din republică, numărul respondenților  fiind de 17,823, în timp ce CBS Axa și-i efectuat sondajul pe un eșantion de 71 secții de votare, numărul respondenților fiind de circa 8000.
Datele oferite de exit-poll-uri nu corespund rezultatelor finale prezentate de Comisia Electorală Centrală. Directorul IRES România, Vasile Dâncu, dă vina pe alegători pentru eroarea mare a exit-poll-ului realizat de instituția pe care o conduce. Potrivit lui, sondajul realizat de IRES și dat publicității de PublikaTV, are o eroare mare deoarece oamenii nu au fost sinceri când și-au exprimat opțiunea. Nici rezultatele celor două exit poll-uri nu au coincis. 
Pe de altă parte, Doru Petruți, directorul IMAS Chișinău crede că la realizarea exit-poll-ului s-au admis mai multe erori, inclusiv metodologice: numărul diferit de secții, au fost antrenați operatori fără experiență, nu cunoștea limba rusă și operatorii au intervievat persoanele care au răspuns și nu persoanele care trebuiau să răspundă.
| Instituție                          | Marja de eroare | Procente   | Procente   | Procente   | Procente   | Procente |
| Instituție                          | Marja de eroare | PCRM       | PLDM       | PDM        | PL         | AMN      |
| ----------------------------------- | --------------- | ---------- | ---------- | ---------- | ---------- | -------- |
| IRES poll (realizat de Publika TV)  | ±1%             | 26% (29)   | 34.4% (37) | 15.1% (17) | 15.6% (18) | 3.1% (0) |
| CBS AXA poll (realizat de Prime TV) | <2%             | 33.8% (37) | 32.2% (35) | 14.1% (17) | 10.2% (12) | 3% (0)   |

## Rezultate
Prezența la vot a fost de 65,5% sau 1.732.944 alegători. Cea mai mare prezență este la Basarabeasca, unde au votat 73% din alegători, fiind urmată de Dondușeni - 65,33 %, Chișinău - 64,92%, Ocnița - 62,58%, Rezina - 62,08%, Telenești - 62,05%,  Ialoveni - 61,19%. Municipiul Bălți a înregistrat o prezență la vot de 58,7% din alegători, iar UTA Găgăuzia - 52,16%.
Repartizarea voturilor din străinătate după partid
     PLDM (49,92%)
     PL (25,49%)
     PDM (8,9%)
     PCRM (6,85%)
     Celelate partide (8,84%)
Și peste hotarele republicii numărul celor care au votat prezintă un record. Conform informațiilor Comisiei Electorale Centrale, în total, au votat 64 200 cetățeni.
Cei mai mulți cetățeni moldoveni aflați peste hotarele țării au votat în Italia. În aceasă țară au votat peste 28 de mii de moldoveni. O rată de participare înaltă a fost atestată și în România (9.724 de voturi), Rusia (4.330 de voturi), SUA (2.778 de voturi), Spania (2.528 de voturi), Grecia (2.499 de voturi), Franța (2.447 de voturi).
La secțiile de votare de la Paris, Moscova, Padova și Bologna au fost epuizat buletinele de vot. La sugestia Comisiei Electorale Centrale, Birourile Electorale din aceste orașe au decis să accepte votul cetățenilor pe foi A4. Pe coala de hârtie este trecut numele concurentului electoral ales, după care este aplicata ștampila secției de votare. Aceste Buletine însă au fost delcarate de către CEC ca "nevalabile" la data de 6 decembrie. 
De la alegătorii de peste hotare, PLDM a obținut - 31.923 (49,9%) voturi; PL – 16.299 (25,5%) voturi; PDM - 5.690 voturi (8,9%); PCRM - 4.378 voturi (6,85%).
| Partid / Alianță electorală   | Partid / Alianță electorală                     | Voturi    | %      | Locuri | +/-  |
| ----------------------------- | ----------------------------------------------- | --------- | ------ | ------ | ---- |
|                               | Partidul Comuniștilor din Republica Moldova     | 677,069   | 39.34  | 42     | 6▼   |
|                               | Partidul Liberal Democrat din Moldova           | 506,253   | 29.42  | 32     | 14 ▲ |
|                               | Partidul Democrat din Moldova                   | 218,620   | 12.70  | 15     | 2 ▲  |
|                               | Partidul Liberal                                | 171,336   | 9.96   | 12     | 3▼   |
|                               | Alianța „Moldova Noastră”                       | 35,289    | 2.05   | 0      | 7▼   |
|                               | Mișcarea social-politică „Acțiunea Europeană”   | 21,049    | 1.22   | 0      | —    |
|                               | Partidul Umanist                                | 15,494    | 0.90   | 0      | —    |
|                               | Partidul Național Liberal                       | 10.938    | 0.64   | 0      | —    |
|                               | Partidul Social Democrat                        | 10,156    | 0.59   | 0      | —    |
|                               | Partidul Popular Creștin Democrat               | 9,038     | 0.53   | 0      | —    |
|                               | Partidul Dezvoltării Spirituale „Moldova Unită” | 8,238     | 0.48   | 0      | —    |
|                               | Mișcarea „Pentru Neam și Țară”                  | 4,894     | 0.28   | 0      | —    |
|                               | Mișcarea Romilor din Republica Moldova          | 2,394     | 0.14   | 0      | —    |
|                               | Partidul Conservator                            | 2,089     | 0.12   | 0      | —    |
|                               | Partidul Popular Republican                     | 1,997     | 0.12   | 0      | —    |
|                               | Mișcarea „Ravnopravie”                          | 1,781     | 0.10   | 0      | —    |
|                               | Partidul Republican                             | 1,763     | 0.10   | 0      | —    |
|                               | Partidul „Patrioții Moldovei”                   | 1,580     | 0.09   | 0      | —    |
|                               | Partidul Ecologist "Alianța Verde" din Moldova  | 1,385     | 0.08   | 0      | —    |
|                               | Partidul Muncii                                 | 873       | 0.05   | 0      | —    |
|                               | Candidați independenți                          | 18,832    | 1.09   | 0      | —    |
| Voturi valide                 | Voturi valide                                   | 1,721,037 | 99.31  | —      | —    |
| Voturi invalide/albe          | Voturi invalide/albe                            | 11,907    | 0.69   | —      | —    |
| Total                         | Total                                           | 2,645,923 | 100.00 | 101    | —    |
| Votanți înregistrați/prezența | Votanți înregistrați/prezența                   | 1,732,944 | 63.37  | —      | —    |
| Sursa: e-democracy.md         |                                                 |           |        |        |      |

| Unitate Teritorială              | Prezență | PCRM   | PLDM   | PDM    | PL     |
| -------------------------------- | -------- | ------ | ------ | ------ | ------ |
| Municipiul Bălți                 | 58,70%   | 56,89% | 18,35% | 13,69% | 4,93%  |
| Municipiul Chișinău              | 67,60%   | 40,19% | 28,44% | 8,19%  | 16,04% |
| ↳ Sectorul Botanica              | 66,44%   | 49,32% | 23,04% | 7,81%  | 13,12% |
| ↳ Sectorul Buiucani              | 69,00%   | 40,94% | 27,09% | 8,29%  | 16,63% |
| ↳ Sectorul Centru                | 71,18%   | 37,70% | 29,86% | 8,36%  | 16,56% |
| ↳ Sectorul Ciocana               | 67,12%   | 39,14% | 28,16% | 8,18%  | 17,70% |
| ↳ Sectorul Rîșcani               | 68,23%   | 44,16% | 25,54% | 7,85%  | 15,10% |
| ↳ Suburbia Municipiului Chișinău | 64,90%   | 25,93% | 39,15% | 8,88%  | 18,58% |
| Anenii Noi                       | 60,14%   | 44,12% | 31,02% | 10,21% | 7,63%  |
| Basarabeasca                     | 73,46%   | 50,20% | 25,58% | 12,87% | 2,67%  |
| Briceni                          | 58,97%   | 47,23% | 17,46% | 21,21% | 4,30%  |
| Cahul                            | 57,84%   | 37,77% | 33,06% | 11,66% | 9,02%  |
| Cantemir                         | 57,97%   | 34,34% | 34,80% | 11,99% | 7,77%  |
| Călărași                         | 56,07%   | 25,81% | 35,82% | 12,32% | 16,23% |
| Căușeni                          | 57,46%   | 41,19% | 32,08% | 12,10% | 6,44%  |
| Cimișlia                         | 57,24%   | 38,89% | 33,70% | 15,44% | 6,96%  |
| Criuleni                         | 62,75%   | 33,77% | 33,31% | 11,28% | 11,04% |
| Dondușeni                        | 65,33%   | 54,00% | 19,59% | 14,31% | 4,26%  |
| Drochia                          | 59,00%   | 44,57% | 28,22% | 13,82% | 4,21%  |
| Dubăsari                         | 59,10%   | 62,30% | 16,32% | 9,11%  | 5,51%  |
| Edineț                           | 61,04%   | 52,52% | 12,81% | 21,61% | 3,72%  |
| Fălești                          | 57,62%   | 47,65% | 25,87% | 15,70% | 3,73%  |
| Florești                         | 60,63%   | 47,59% | 23,13% | 17,26% | 4,16%  |
| Glodeni                          | 57,25%   | 43,62% | 24,66% | 17,02% | 4,37%  |
| Hîncești                         | 56,18%   | 23,45% | 51,09% | 13,42% | 6,83%  |
| Ialoveni                         | 62,39%   | 23,52% | 42,08% | 11,10% | 16,35% |
| Leova                            | 53,95%   | 35,79% | 28,74% | 18,79% | 5,18%  |
| Nisporeni                        | 60,63%   | 18,99% | 37,22% | 18,78% | 14,97% |
| Ocnița                           | 63,44%   | 60,08% | 12,84% | 16,25% | 2,71%  |
| Orhei                            | 61,05%   | 24,25% | 37,49% | 17,00% | 9,81%  |
| Rezina                           | 61,98%   | 39,40% | 27,81% | 14,68% | 7,73%  |
| Rîșcani                          | 58,62%   | 47,75% | 23,19% | 14,27% | 5,85%  |
| Sîngerei                         | 57,37%   | 38,31% | 28,68% | 19,23% | 5,38%  |
| Soroca                           | 60,25%   | 46,29% | 22,06% | 14,21% | 5,76%  |
| Strășeni                         | 58,16%   | 26,44% | 41,13% | 11,29% | 12,54% |
| Șoldănești                       | 60,94%   | 40,95% | 31,72% | 12,50% | 6,23%  |
| Ștefan Vodă                      | 56,24%   | 32,96% | 38,76% | 11,53% | 7,46%  |
| Taraclia                         | 60,81%   | 69,61% | 6,25%  | 11,19% | 0,98%  |
| Telenești                        | 61,77%   | 22,41% | 49,13% | 14,48% | 7,77%  |
| Ungheni                          | 58,44%   | 42,35% | 26,29% | 14,70% | 7,04%  |
| UTA Găgăuzia                     | 51,32%   | 59,97% | 6,27%  | 15,97% | 0,52%  |
| Voturi din străinătate           | 89,13%   | 6,85%  | 49,92% | 8,90%  | 25,49% |
| Total                            | 63,37%   | 39,34% | 29,42% | 12,70% | 9,96%  |

Harta prezenței la vot pe raion
Rezultatele pentru Partidul Comuniștilor din Republica Moldova pe raion:      60–70%     50–60%     40–50%     30–40%     20–30%     10–20%     0–10%
Rezultatele pentru Partidul Liberal Democrat din Moldova pe raion:      50–60%     40–50%     30–40%     20–30%     10–20%     0–10%
Rezultatele pentru Partidul Democrat din Moldova pe raion:      20–30%     10–20%     0–10%
Rezultatele pentru Partidul Liberal pe raion:      20–30%     10–20%     0–10%
Rezultatele pentru Alianța pentru Integrare Europeană pe raion:     80–90%     70–80%     60–70%     50–60%     40–50%     30–40%     20–30%     10–20%

## Renumărarea voturilor
PCRM a contestat, pe data de 1 decembrie 2010, la Comisia Electorală Centrală (CEC), potrivit lor, mai multe încălcări comise în ziua alegerilor parlamentare anticipate din 28 noiembrie curent. PCRM afirmă că, în cursul numărării paralele, a constatat nereguli în procesele-verbale de la birourile secțiilor de votare, identificând "circa 200 de proces-verbale falsificate, întocmite cu erori de mai multe birouri electorale ale secțiilor de votare. 

Mai mult, PCRM a înaintat CEC și nouă condiții, printre care: să elimine falsurile și erorile la totalizarea rezultatelor, să verifice listele electorale suplimentare, pentru a exclude voturile multiple, și să pună la dispoziția sa listele suplimentare. De asemenea, PCRM solicită să fie verificate toate persoanele care au votat cu certificat pentru drept de vot și dacă numărul certificatelor anexate corespunde cu numărul persoanelor incluse în acest temei în listele suplimentare; să fie verificate câte cereri pentru urna de vot mobilă au fost depuse, câte au fost satisfăcute și câtor cetățeni nu li s-a asigurat dreptul la vot prin această metodă. O altă solicitare se referă la verificarea, în prezența reprezentanților concurenților electorali, a buletinelor de vot declarate nevalabile. 

Totodată, PCRM a solicitat CEC să declare nevalabile voturile exprimate pe foi A4 și să dispună renumărarea tuturor voturilor date concurenților electorali PCRM și PLDM. Partidul Сomuniștilor cere renumărarea tuturor voturilor date concurenților electorali PCRM și PLDM. De asemenea, PCRM afirmă că în urma așa-numitor falsificări au fost nedreptățiți cu 10% din voturi. 

Totuși, majoritatea observatorilor internaționali și naționali nu au înregistrat erori și falsuri.
După examinarea cererei depuse de Partidul Comuniștilor, CEC nu a găsit dovezi în privința erorilor și falsificărilor electorale. Totuși, Curtea Constituțională a Republicii Moldova a decis renumărarea voturilor de la alegerile parlamentare din 28 noiembrie, la cererea comuniștilor. 
După aproximativ patru ore de dezbateri, Curtea a decis în unanimitate renumărarea voturilor, care trebuie să se producă în decurs de șapte zile. "Curtea s-a străduit să intre în esența problemei. Dacă au fost unele rezerve vis-a-vis de probele candidaților independenți care au concurat la alegeri, atunci probele prezentate de PCRM au fost destul de convingătoare. La baza deciziei au fost două probleme importante, pe care CEC nu le-a luat în vedere la numărarea voturilor", a explicat Pulbere. El a spus că este vorba despre erori la întocmirea proceselor-verbale și neconcordanța acestora cu procesele-verbale scanate de pe site-ul CEC.
Procedură de renumerare a voturilor a costat bugetului 13 115 923 de lei (1,05 milioane de dolari). Iurie Ciocan, secretarul CEC, a declarat că 13 milioane de lei sunt bani necesari pentru a remunera circa 20 de mii de persoane din organele electorale, inclusiv toți membrii consiliilor birourilor electorale de circumscripție, care vor au convocați la muncă pe o perioadă de cinci zile, începând cu luni, 13 decembrie, și până vineri, 17 decembrie, inclusiv. 

Din acești bani au fost acoperite și cheltuielile pentru asigurarea secțiilor de votare cu energie electrică, rețele de telecomunicații, energie termică, precum și pentru asigurarea securității transportării buletinelor de vot și a proceselor-verbale. Suma dată a fost alocată din fondul de rezervă al Guvernului.
Renumărarea voturilor de la alegerile parlamentare anticipate din 28 noiembrie 2010 s-a desfășurat la 15 decembrie 2010. Procedura a avut în prezența reprezentanților concurenților electorali, dar și a observatorilor.
Totuși, comuniștii nu au rămas nemulțumit cu renumărarea. Ei au fost insatisfăcuți de faptul că nu au avut acces la listele electorale. În plus, au declarat că în unele localități au dispărut pachete cu voturi pentr PCRM și au fost depistate buletine ale PCRM în sacii PLDM sau cei cu buletine nevalabile. La rândul său, CEC a respins toate acuzațiile comuniștilor.
Comisia Electorală Centrală a anunțat sâmbătă, 18 decembrie, rezultatele renumărării voturilor la alegerile parlamentare anticipate din 28 noiembrie. În urma procesului de renumărare, care a început la 15 decembrie 2010, Partidul Comuniștilor are cu 308 voturi mai mult decât în urma numărării buletinelor de vot la 28 noiembrie, iar Partidul Liberal Democrat cu 112 mai puțin. Tot mai puține voturi au și Partidul Democrat - minus 227 voturi și Partidul Liberal - minus 98 voturi.

Cele mai semnificative date au fost înregistrare în satul Rublenița unde comuniștii au luat cu 395 voturi mai mult, iar PLDM cu 129 mai puțin, PDM - 160 mai puțin și PL cu 34 voturi mai puțin decât în urma procesării voturilor la 28 noiembrie. Potrivit secretarului CEC, Iurie Ciocan, în localitatea Rublenița, raionul Soroca, a fost înregistrat un caz fără precedent - au fost încurcați sacii cu buletine de vot, fapt care a compromis rezultatele votării la această secție. Iurie Ciocan a declarat că a fost sesizată Procuratura raionului, care va examina această situație.  

Diferențe de rezultate față de prima numărare a voturilor au fost înregistrate și în Fălești, unde PCRM, după numărarea repetată, a acumulat încă 20 de voturi, PLDM a adăugat 15 voturi, PDM a pierdut 46 de voturi, iar PL obținut 2 voturi în plus. La Chișinău numărul de voturi pentru PCRM a scăzut cu 36, iar pentru PL cu 13 voturi. În schimb PLDM și PDM au adăugat 4 și respectiv, 19 voturi.
De asemenea, în urma renumărării voturilor s-a stabilit că la votare au participat cu 107 cetățeni mai mult, adică 1 733 051 și nu 1 732 944 așa cum au arătat datele din 28 noiembrie. Astfel, rata de participare la scrutin a fost de 63,37%. La Bălți Partidul Comuniștilor a scăzut cu un singur vot, Partidul Liberal cu 22 de voturi, pe când Partidul Liberal Democrat din Moldova s-a ales cu plus 16 sufragii.
Rezultatele după renumărarea voturilor nu influențează în niciun fel distribuirea mandatelor. PCRM rămâne cu 42 mandate, PLDM – 32, PDM –15 și PL –12 mandate.